# 恒源街道
恒源街道，是中华人民共和国山東省德州市临邑县下辖的一个乡镇级行政单位。

## 行政区划
恒源街道下辖以下地区：
柳行社区村、大卢社区村、前仓社区村、三里庄社区村、付庙社区村、沙河社区村、草寺社区村、龙湾社区村、大孙社区村和刘波海社区村。